# O Morro Não Tem Vez
"O Morro Não Tem Vez", também conhecido como "Favela", "O Morro", e "Somewhere in the Hills", é uma canção de bossa nova compostar  por Antônio Carlos Jobim com letra escrita por Vinicius de Moraes. A letra em inglês foi escrita por Ray Gilbert.
A música foi primeira vez lançado em 1962 por Pedrinho Rodrigues como lado A para "O Amor e a Canção". Em 1963, foi popularizando por Jair Rodrigues. As versões mais famosas são de Astrud Gilberto, Antônio Carlos Jobim, e Stan Getz.

## Contexto

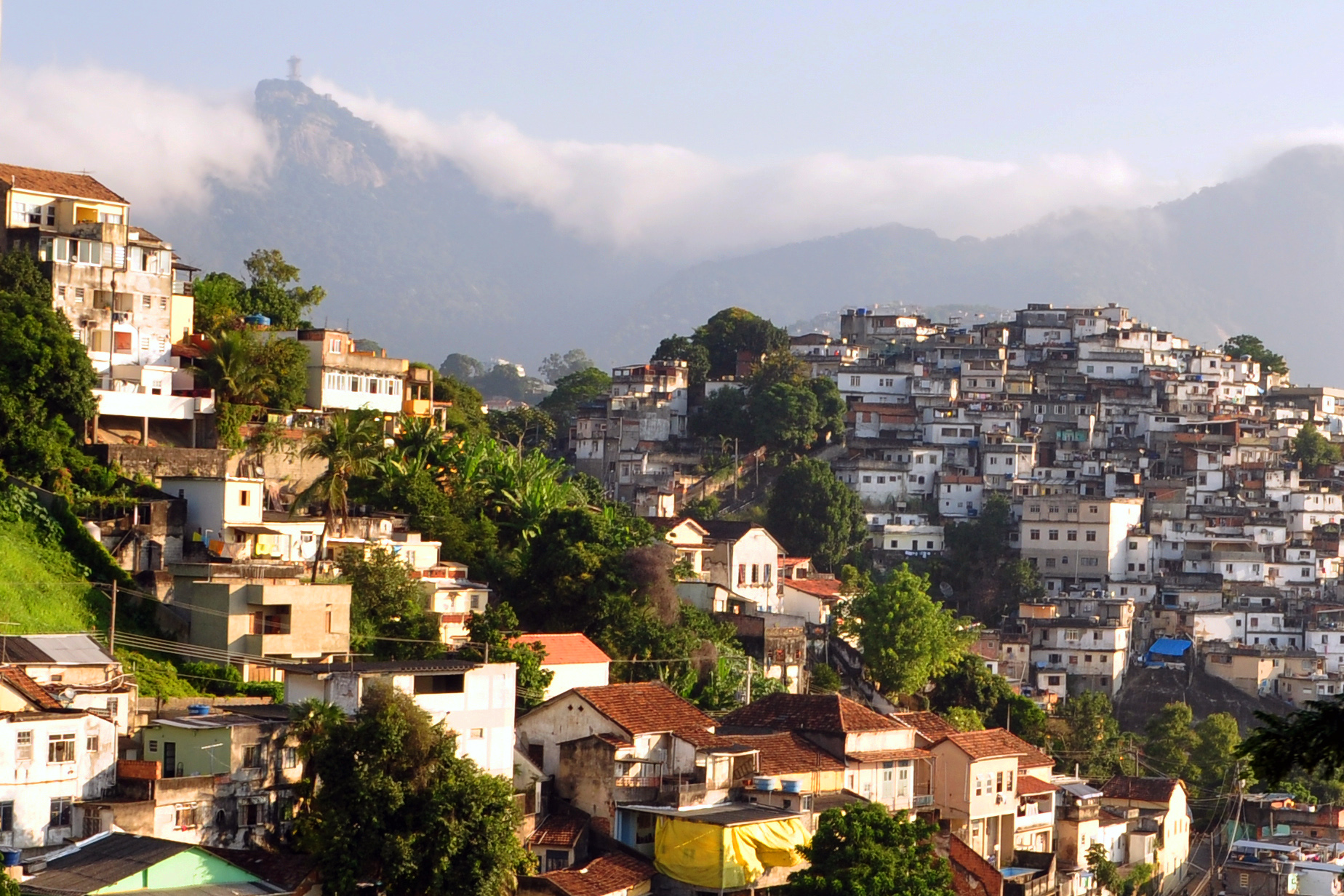
Favelas do Rio de Janeiro

Em 1964, não logo depois do laçamento da música, o governo brasileiro sofreu um golpe de estado e foi substituído por uma ditadura militar. Durante esta época, muitos músicos e compositores, incluindo os músicos Tom Jobim e Vinicius de Moraes, foram arrestando e interrogado pela policia ou tinha seus numero de telefones e correspondência grampiado por criar música "subversivo". Embora bossa nova geralmente não é considerado de ter temas políticos, A canção ser tornou as únicas músicas de protesto do gênero por falar de favelas.
A frase "o morro não tem vez" é usando em oposição das injustiças econômicas em Brasil.

## Versiones notáveis
- Pedrinho Rodrigues - O Morro Não Tem Vez / O Amor e a Canção (1962)[11]
- Jair Rodrigues - O Samba Como Ele É (1963)[11]
- Antônio Carlos Jobim - The Composer of Desafinado Plays (1963)[11]
- Stan Getz e Luiz Bonfá - Jazz Samba Encore! (1963)[11]
- Sambalanço Trio - Sambalanço Trio (1964)[11]
- Astrud Gilberto - The Astrud Gilberto Album (1965)[11]
- Antônio Carlos Jobim - The Wonderful World of Antônio Carlos Jobim (1965)[11]
- Elis Regina - 2 Na Bossa (1965)[11]
- Sérgio Mendes Trio - The Swinger From Rio (1966)[11]
- Vince Guaraldi e Bola Sete - Live at El Matador (1966)[11]
- Charlie Byrd - Sugarloaf Suite (1980)[11]
- Ella Fitzgerald - Ella Abraça Jobim (1981)[11]
- Tim Maia - Só Você (Para Ouvir e Dançar) (1997)[11]